# Jarilla nana
Jarilla nana är en tvåhjärtbladig växtart som först beskrevs av George Bentham, och fick sitt nu gällande namn av Mcvaugh. Jarilla nana ingår i släktet Jarilla och familjen Caricaceae. Inga underarter finns listade i Catalogue of Life.